# Ready for Love
「Ready for Love」（レディー フォー ラブ）は、韓国のガールズ グループ BLACKPINK による、バトル ロイヤル ビデオ ゲーム PUBG Mobile とのコラボレーションのためのプロモーションシングル。この曲はアニメーション ミュージック ビデオとして 2022年7月29日に YouTube でリリースされました。この曲は後にグループの 2 枚目のスタジオ アルバム『BORN PINK』に収録された。

## 背景とリリース
この曲がリリースされる2年前の2020年、ブラックピンクのNetflixドキュメンタリー『BLACKPINK: Light Up the Sky』のワンシーンで、メンバーがこの曲のレコーディングプロセスに参加している様子が映されていた。2022年7月12日、YGエンターテインメントは、BLACKPINKが7月22日から30日までゲーム「PUBG Mobile」上で「ブラックピンク：ザ・バーチャル」と題したバーチャルゲーム内コンサートを開催すると発表した。イベント中に初公開となるスペシャルトラック。
2022年7月27日、PUBG Mobile はソーシャル メディア アカウントに、各メンバーとグループとして1枚ずつ、それぞれアバターを使用した個別のティーザー写真がアップロードされた。各メンバーのティーザーの背景は、曲のカバーアートの花の色に対応している。この曲は、アニメーション ミュージック ビデオとして 2022年7月29日に YouTube で限定リリースされた。

## 収録曲
| #         | タイトル           | 作詞       | 作曲                             | 時間 |
| --------- | ------------------ | ---------- | -------------------------------- | ---- |
| 1.        | 「Ready For Love」 | TEDDY, VVN | TEDDY, VVN, 24, Kush, Bekuh Boom | 3:03 |
| 合計時間: | 合計時間:          | 合計時間:  | 合計時間:                        | 3:03 |